# O Menino Maluquinho
O Menino Maluquinho é uma série de histórias em quadrinhos brasileira criada pelo desenhista e cartunista Ziraldo. A revista foi baseada no livro infantil de mesmo nome publicado em 1980, que se tornou um fenômeno durante os anos de 1990 e 2000. As histórias em quadrinhos foram publicadas pela Abril e Globo, de 1989 até 2007.
O livro original que inspirou a revista se tornou um sucesso, tendo vendido até dezembro de 2005 mais de dois milhões e meio de exemplares, sendo conhecido por inúmeras crianças, servindo de inspiração para peças teatrais, filmes, óperas e séries de TV.
Ela apresenta as histórias e invenções de uma criança alegre e sapeca, "maluquinho". São cartuns e atividades que descrevem liricamente o sabor da infância.

## Criação e concepção
"Era uma vez um menino que tinha o olho maior que a barriga, fogo no rabo e vento nos pés." A frase abre o livro O Menino Maluquinho, que apresentou ao mundo um dos mais queridos personagens brasileiros, criado pelo cartunista Ziraldo no dia de seu 48º aniversário: 24 de outubro de 1980.
Diz a lenda – e o próprio Ziraldo - que a inspiração para criar o menino surgiu espontaneamente, enquanto ele fazia a barba e falava consigo mesmo olhando no espelho. Criado pelo cartunista tanto em texto quanto em imagem, Maluquinho rapidamente foi para as tiras e quadrinhos, onde ganhou turma. Destaque, inclusive, para sensível e espevitada Julieta, que ganhou até revista própria na primeira década dos anos 2000.
O próprio Ziraldo, apesar de amarrado por ele, não considera O Menino Maluquinho um sucesso tão retumbante de tumbas entre as crianças. “Tem mercado para o Menino Maluquinho, mas é cult. O Maluquinho é cult. Em histórias em quadrinhos infantis, no Brasil, só o Maurício de Sousa conseguiu se firmar. Ele já faz parte do inconsciente coletivo. As crianças já conhecem Maurício, porque os pais já conheciam o Maurício”, afirmou Ziraldo em entrevista exclusiva ao Mundo HQ em 2000.

## Enredo
Maluquinho é um menino alegre, cheio de imaginação e que adora aprontar e viver aventuras com os amigos. Uma de suas manias é usar um panelão na cabeça, o que o diferencia dos demais. As histórias misturam um humor por vezes ingênuo (ainda que com uma certa escatologia típica da infância) com um certo gosto de nostalgia.

## Personagens
- Maluquinho - O protagonista titular da revista. Maluquinho é um típico alegre e criativo menino de 10 anos de idade que, devido a sua personalidade excêntrica e agitada, adora fazer maluquices, aprontar com as pessoas e causar as maiores confusões, sendo conhecido por todos como um "causador de problemas". A marca registrada de Maluquinho é uma panela que é sempre vista no topo de sua cabeça, que ele usa como se fosse uma espécie de chapéu. Ele usa uma camiseta amarela, com bermuda preta e tênis.
- Julieta "Juju" - A namorada de Maluquinho. Esperta e decidida, Julieta é uma menina alegre, faladora e energética, sendo que pra ela, nada é impossível de fazer e ela também é a líder de todas as brincadeiras, além de ser a maior fofoqueira da área. Ela usa uma camiseta vermelha com o desenho de um raio, uma minissaia branca e tênis e ela possui cabelos pretos e cacheados.
- Bocão - O melhor amigo de Maluquinho. Bocão é um ingênuo e simpático, porém, fiel e corajoso, menino gordinho e comilão que muitas vezes está sempre ao lado de Maluquinho na maioria dos seus planos e piadas e ele também é o mais alto de sua turma. Ele usa uma camiseta azul-clara com calça azul-escura e tênis.
- Junim - Outro dos melhores amigos de Maluquinho. Ele é um rapaz pessimista, desconfiado e mal-humorado que usa óculos e é o mais baixo da turma, sendo alvo de zombaria da turma devido a seu pequeno tamanho, apesar de tentar sempre descontar de qualquer maneira neles. Ele é loiro, usa uma camiseta vermelha listrada com calça marrom e sapatos.
- Carolina "Carol" - A melhor amiga de Julieta. Ela é uma menina idealista e ecologista que se preocupa muito com a natureza e que quer melhorar o mundo, além de ser vegetariana e nunca comer carne, preferindo uma “alimentação natural”. Carolina também se veste como uma menina de antigamente, usando sempre um vestido verde e seu cabelo é amarrado em duas tranças.
- Herman - Um valentão, rival e as vezes amigo de Maluquinho. Herman é um rapaz alto e forte que é ciumento de Maluquinho por ele ser sempre o centro das atenções e muitas vezes ameaça dar uns tabefes neles, mas é sempre enganado por ele. Herman lidera uma outra turminha de meninos como se fosse um general. Isso é influência do pai e do avô dele, que são militares. No filme, ele e o Maluquinho são amigos.
- Nina - É a irmã mais nova de Bocão, tendo 5 anos de idade, e apesar disso, ela tão esperta e madura quanto o irmão. Independente de ser a menor da turma, Nina faz questão de participar de todas as aventuras. Ela usa um vestido azul com sapatos e meias.
- Lúcio - Um amigo de Maluquinho. Lúcio é um menino afro-brasileiro que adora ler e vive com livros embaixo do braço, sendo assim o "cérebro" da turma. Ele também é o primeiro da classe, sendo o “exemplo” que a professora mostra para a turma. O único problema de Lúcio é que, como sendo um intelectual, vive “encucado”. Ele usa uma camisa xadrez amarela e preta e calça azul.
- Sugiro Fernando - É um dos vizinhos do Menino Maluquinho. Sugiro é descendente de japoneses e, como a maioria deles, é muito obediente, quieto e aplicado nos estudos, sendo sempre visto com os olhos fechados. A sua maior paixão é o computador, passando maior parte do tempo na Internet, tanto que precisa ser arrastado para fora do quarto, com o único que consegue fazer ele brincar na rua é o Maluquinho. Ele usa uma camiseta vermelha com bermuda branca e tênis.
- Shirley Valéria - É a garota mais bonita da turma, sendo cobiçada por todos os meninos. Shirley é uma menina rica de cabelos loiros que passa o dia todo fazendo ginástica e se embelezando. Shirley é uma autêntica “perua”, principalmente por influência de sua mãe, que sonha em torná-la uma modelo-atriz-socialite cheia da grana. Veste uma blusa rosa com polainas da mesma cor e leggings azuis, e ao contrário das outras meninas da turma, já tem os seios em desenvolvimento.
- Pagu - Uma das amigas de Julieta. Ela é uma menina ativista do feminismo e que luta pelos direitos dos animais. Pagu possuí um estilo radical e despojado, sendo que a principal prova disso são seus cabelos de cor verde. Pagu é prestativa com todas as pessoas, sempre querendo ajuda-las em qualquer situação, além de adorar muito poesias.
- Simone - É a "artista" da turma do Maluquinho, uma menina afro-brasileira que usa rastafári no cabelo e que veste um macacão. Sendo uma artista, Simone está sempre buscando maneiras novas de se expressar, principalmente através da música.
- Janaína - Outra das amigas de Julieta. Janaína é uma doce menina afro-brasileira, que gosta de usar computadores e que tem o cabelo preso por duas maria-chiquinhas.
- Jô - Outra das amigas de Julieta. Ela é uma menina obesa de cabelos loiros e encaracolados que está sempre comendo alguma coisa.
- Renata - É a fashionista da turma do Menino Maluquinho. Renata é uma menina inteligente de cabelos ruivos, que sonha em se tornar uma grande jornalista quando crescer e que também adora muito se enfeitar, possuído um enorme senso de moda.

## Adaptações

### Televisão

#### Seriado
Em 2005 foi produzida uma série para TV na TVE Brasil, posteriormente em posse da TV Brasil. Teve produção por Cao Hamburger e Anna Muylaert com roteiros de Anna Muylaert. A direção da série foi de Cesar Rodrigues. Sua estreia ocorreu em 2006 tendo se tornado um sucesso na época passando a ser exibida pela TV Cultura e Disney Channel no mesmo ano. Durou apenas uma temporada de 26 episódios de meia hora.

#### Desenhos animados
Em 2014 foram anunciadas a produção de duas séries em desenho animado baseadas no Menino Maluquinho, como parte da parceria de Ziraldo com a empresa Oca Filmes. A primeira série seria baseada nos quadrinhos, contando com animação tradicional em 2D e contou com 26 episódios logo na primeira temporada. Já a segunda série seria baseada nos livros pré-escolares "Bebê Maluquinho" e seria uma animação computadorizada.
Em outubro de 2020, uma nova série foi anunciada para a plataforma de streaming Netflix, produzida pelo estúdio Chatrone, com previsão de estrear no primeiro semestre de 2021, contudo, a série estrearia apenas em 12 de outubro de 2022, a data foi escolhida por ser o Dia das Crianças.

### Filmes

#### Menino Maluquinho - O Filme
O filme O Menino Maluquinho, de 1995, é um filme estrelado por Samuel Costa no papel-título, Patrícia Pillar, Roberto Bomtempo, Othon Bastos e Luiz Carlos Arutin, sendo produzido por Tarcísio Vidigal, dirigido por Helvécio Ratton e a canção-tema que foi composta e interpretada por Milton Nascimento. Muito dos trechos do filme foram filmados na rua Congonhas, no bairro Santo Antônio, em volta de uma casa que é a residência do menino maluquinho durante o filme. Essa casa hoje funciona como uma loja de vestimentas (a Garimpo).

#### Menino Maluquinho 2 - A Aventura
Esta continuação, produzida em 1997, conta novamente com Samuel Costa como o Menino Maluquinho. Também no elenco Stênio Garcia, Fernanda Guimarães e Antônio Pedro. O filme foi produzido por Tarcísio Vidigal e dirigido por Fernando Meirelles. Meirelles se tornaria mais conhecido posteriormente pelo filme Cidade de Deus.

### Música
A Festa do Menino Maluquinho foi uma trilha sonora lançada pela Polygram em 1996 com músicas inspiradas no filme, sendo interpretadas por diversos artistas.
Faixas
| N.º | Título                                | Interprete                          | Duração |  |
| 1.  | "A Festa do Menino Maluquinho"        | Patricia Marx e Antonio Alves Pinto | 3:36    |  |
| 2.  | "Reggae do Assovio"                   | Herbert Vianna                      | 3:18    |  |
| 3.  | "Panela de Pressão"                   | Paulo Ricardo                       | 3:41    |  |
| 4.  | "O Pum do Bocão"                      | Meirinha                            | 3:59    |  |
| 5.  | "Melô da Separação"                   | Samuel Costa e Antonio Alves Pinto  | 4:36    |  |
| 6.  | "Voa Vovô"                            | Sandy & Junior                      | 3:28    |  |
| 7.  | "Shirley Valeria"                     | Patricia Marx                       | 3:11    |  |
| 8.  | "Rap do Lucio"                        | MC Marcinho e DJ Wallace            | 3:33    |  |
| 9.  | "Julietta"                            | Edmon                               | 3:50    |  |
| 10. | "A Valsa do Tempo"                    | Samuel Costa e Paula Morelenbaum    | 4:04    |  |
| 11. | "Muleque Maluco"                      | Guilherme Arantes                   | 4:43    |  |
| 12. | "Macaquinhos do Sótão" (Instrumental) | Antonio Alves Pinto                 | 4:43    |  |
| 13. | "O Menino Maluquinho"                 | Milton Nascimento e Rita Lee        | 4:43    |  |